# Кокшенёва, Капитолина Антоновна
Капитоли́на Анто́новна Кокшенёва (род. 5 сентября 1958, г. Тара Омской области, СССР) — русский  литературный и театральный критик, историк литературы, культуролог, публицист, эксперт. Кандидат искусствоведения, доктор филологических наук. Заслуженный работник культуры Российской Федерации (2025).

## Биография
Родилась 5 сентября 1958 года в городе-крепости Таре (Омская область). После получения среднего образования поступила в ГИТИС на факультет театроведения. Окончив институт, училась в аспирантуре; темой кандидатской диссертации стала история советского театра 1920-х годов. 
Работала  преподавателем  кафедры театра и драматургии Института повышения квалификации работников культуры МК СССР, руководителем литературной частью "Историко-этнографического театра" (Москва).  
С 1989 года работала старшим научным сотрудником Института мировой литературы РАН. После 20 лет, проведённых в Институте, защитила докторскую диссертацию на тему «Эволюция жанра трагедии в русской драматургии XVIII века и проблема историзма» (специальность 10.01.01 — «Русская литература»), а также выпустила несколько книг. В настоящее время — руководитель Центра наследования русской культуры Российского НИИ  культурного  и природного наследия им. Д. С. Лихачёва. В 2002 году прочла специальный курс о современной русской литературе в Пекинском государственном университете и Шанхайском государственном университете (Китай), а также в Институте повышения квалификации преподавателей русской литературы в Эстонии (Таллин), в Тартуском университете[уточнить] (2002, 2004). 
Совмещает научную работу  с написанием статей,. Её первая статья о театре вышла  в самиздатском журнале Ленинграда "Обводной канал" и "Театральная лаборатория".Участвовала в издании театрального журнала «Грааль». Первой книгой Кокшенёвой был сборник театральной  критики«Раскольники и собиратели» (1990), рассказывающий о современном театре и новых процессах в нём (тираж  70 000 экз.)
С 1993  до 2012 года  — заведующий отделом критики и постоянный критик журнала «Москва», в который была приглашена главным редактором Леонидом Бородиным. 
С 2012 года по январь 2014 — заместитель главного редактора журнала Никиты Михалкова «СВОЙ».
Автор статей в различных изданиях: журналах «Москва», «Наш современник», «Молодая гвардия», «Общенациональный Русский журнал», «Лад», «Сибирские огни», «Сибирь», «Подъем», «Стратегия России», «Балтика», «Театральная жизнь», «Россия православная», «Новая Россия», «Коломенский альманах», «Роман-газета», «Свой», «Волшебная гора»; в газетах — «Труд», «Литературная газета», «Литературная Россия», «Российский писатель», «Книжное обозрение», «Московский церковный вестник», «Гудок», «Десятина» и др.
Участвовала в русско-польских творческих встречах в Варшаве, Кракове (1996, 2006). Автор доклада о женщинах-писателях России (Вере Галактионовой и Лидии Сычёвой) на Международной женской конференции в Вене (2007). В 2010 году была приглашена с докладом на Международную литературную арабскую конференцию в Иорданию (Амман). 
Постоянный эксперт Всемирного русского народного собора. Член Союза писателей России.

## Награды
- Заслуженный работник культуры Российской Федерации (10 февраля 2025 года) — за вклад в развитие отечественной культуры и искусства, многолетнюю плодотворную деятельность[2].
- Лауреат Всероссийской литературной премии им. Братьев Киреевских (2001) и общественной награды «Карамзинский крест», присуждённой объединением литераторов «Басткон» за книгу «Русская критика» (2008).

### Книги
- Раскольники и собиратели. — М.: Молодая гвардия, 1990.
- Умеет ли кукла плакать? (Традиционные кукольные театры мира). — М., 1995.
- Сто великих театров мира. — М.: Вече, 2001.
- Русская трагедия. XVIII век. Эволюция жанра. — М.: ИМЛИ РАН, Наследие, 2001.
- Революция низких смыслов. (Статьи о современной культуре и литературе). — М., Лето, 2001.
- Самые знаменитые живописцы России. — М.: Вече, 2002.
- Русская культура в современном контексте. — ARCIPELAGO: Universita di Bergamo (Италия), 2003.
- Русская критика. (Современная литература и культура в контексте традиции). — М.: Порог, 2007.
- С красной строки. — М.: «У Никитских ворот», 2015. — ISBN 978-5-00095-042-5

составитель, редактор:
- Архимандрит Феодор (А. М. Бухарев) о духовных потребностях жизни [сборник] / Сост., вступ. ст. и коммент. К. Кокшеневой. — М.: Столица, 1991.
- Российский консерватизм в литературе и общественной мысли XIX века [сборник] / Отв. ред. К. А. Кокшенева. — М.: ИМЛИ, 2003

### Избранные статьи
- Оживший Аввакум (о спектакле Владимира Малягина «Аввакум») // Правда. 13 февраля 1993.
- Русское национальное искусство существует // Политический журнал. 2007. № 21-22 (164—165).

## Отзывы о деятельности
Дмитрий Володихин характеризует Кокшенёву как «одного из наиболее авторитетных критиков, принадлежащих к почвенническому лагерю современной русской литературы».